# Yudel Johnson
Yudel Johnson Cedeno (1981. június 6. –) kubai ökölvívó.

## Eredményei
- 1999-ben aranyérmes a pánamerikai játékokon pehelysúlyban.
- 2004-ben ezüstérmes az olimpián. A döntőben a thaiföldi Manat Buncsamnongtól szenvedett vereséget.

2001 és 2006 között hatszor volt döntős a kubai bajnokságban, de Lorenzo Aragón, majd Erislandi Lara kortársaként csak egyszer, 2002-ben nyert.